# Tommaso Pellegrino
Tommaso Pellegrino (Polla, 17 luglio 1972) è un politico e medico italiano, consigliere regionale della Campania dal 2020.
È stato deputato alla Camera nella XV legislatura e sindaco di Sassano dal 2010 al 2020.
Dal 2016 al 2022 è stato presidente del Parco nazionale del Cilento, Vallo di Diano e Alburni.

## Biografia

### Carriera politica
Alle elezioni politiche del 2006, a soli 34 anni e pur non essendosi mai candidato in nessuna altra competizione elettorale, Alfonso Pecoraro Scanio lo candida terzo della lista (dietro ai leader nazionali dei Verdi Pecoraro e Francescato) e viene eletto deputato della XV legislatura della Repubblica Italiana, nella circoscrizione Campania 1 per la Federazione dei Verdi. In seguito abbandona tale partito per aderire al Partito Democratico.
Sindaco di Sassano per 10 anni, dal 30 marzo 2010 al 22 settembre 2020, occasione in cui non si schiera con nessuna delle liste in corsa per la sua successione.
Dal 2016, diviene presidente del Parco nazionale del Cilento, Vallo di Diano e Alburni. In coincidenza della sua elezione in consiglio regionale avvenuta nel 2020, annuncia in più occasioni le dimissioni: "Pur non essendoci nessuna incompatibilità formale è ovvio che [...] rassegnerò con serenità le dimissioni da Presidente"; ciononostante, rimane in carica fino alla scadenza di mandato.
Nel 2019 lascia il PD e aderisce a Italia Viva, partito fondato da Matteo Renzi di stampo liberale e centrista, diventandone il successivo 2 febbraio 2020 coordinatore provinciale a Salerno assieme ad Angelica Saggese.
Si candida alle elezioni regionali in Campania del 2020 con Italia Viva, nella mozione del presidente uscente Vincenzo De Luca, venendo eletto nel collegio di Salerno in consiglio regionale della Campania.
È un dirigente medico a tempo indeterminato di chirurgia generale. Attualmente è in comando presso l’Azienda Ospedaliera Universitaria “Federico II”, Dipartimento di Patologia Sistemica – Area Sistematica di Chirurgia riabilitativa gastrointestinale di elezione e di emergenza. Responsabile dell’Ambulatorio di Senologia.

### Vita privata
È amico di Francesco Boccia, ex ministro per gli affari regionali e le autonomie, e Nunzia De Girolamo, ex ministro delle politiche agricole alimentari e forestali, e ha celebrato le loro nozze.

## Incarichi parlamentari

### XV Legislatura della Repubblica italiana
- Capogruppo nella 11ª Commissione Lavoro pubblico e privato (dal 6 giugno 2006 al 28 aprile 2008).
- Capogruppo nella 12ª Commissione Affari sociali (dal 6 giugno 2006 al 28 aprile 2008).
- Segretario della Commissione parlamentare di inchiesta sul fenomeno della criminalità organizzata mafiosa o similare (dal 15 novembre 2006 al 28 aprile 2008).
- Capogruppo nella Commissione parlamentare di inchiesta sugli errori in campo sanitario e sulle cause dei disavanzi sanitari regionali (dal 24 ottobre 2007 al 28 aprile 2008).
- Membro del Comitato per le attività del servizio sanitario e di pronto soccorso (dal 28 settembre 2006 al 28 aprile 2008).